# Водяные скорпионы (род)
Водяные скорпионы (лат. Nepa) — род водных клопов из семейства водяных скорпионов (Nepidae). Это водные насекомые с овальным телом и хватательными передними ногами. Как и другие водяные скорпионы, они имеют пару дыхательных трубок на последнем брюшном сегменте, что отличает их от представителей Belostomatidae. Кормом являются другие насекомые и мелкие водные позвоночные. Они могут больно кусаться, если взять их в руки.

## Этимология
«Nepa» — латинское слово, означающее «скорпион» или «краб».

## Виды
Некоторые виды:
- Nepa apiculata Uhler, 1862
- Водяной скорпион обыкновенный[5] (Nepa cinerea) Linnaeus, 1758
- Nepa anophthalma Decu et al., 1994[6]

N. apiculata единственный современный вид, обнаруженный в Соединённых Штатах и широко распространённый, в то время как N. cinerea встречается в Европе.
Линней перечислял множество видов в своём первоначальном описании рода, но большинство из них было перенесено в другие роды.